# The Time (band)
The Time is een Amerikaanse funkband die werd opgericht in Minneapolis in 1981. Hun werk was onderdeel van de vorming van de Minneapolis sound, een mix van soul, dance, funk, en rock-'n-roll. De band kan worden beschouwd als een van de protegés van Prince.

## Geschiedenis
Jellybean Johnson, Jimmy Jam en Monte Moir speelden voor The Time samen onder de naam Flyte Tyme. De oorspronkelijke zanger van die band was Alexander O'Neal. Toen Prince de band onder zijn hoede nam, plaatste hij Morris Day achter de microfoon in plaats van Alexander O'Neal.
Na een ruzie tijdens een tour met Prince zijn Jimmy Jam en Terry Lewis uit de band gezet. Het producer-duo begon daarna voor zichzelf, en behaalde grote successen, vooral in samenwerking met Janet Jackson.
Morris Day en Jesse Johnson hebben een redelijk succesvolle solocarrière gehad, maar ook Monte Moir heeft muzikale soloprojecten gehad.

## Discografie

### Studioalbums
- The Time (Warner Music, 1981)
- What Time Is It? (Warner Music, 1982)
- Ice Cream Castle (Warner Music, 1984)
- Pandemonium (Paisley Park Records, 1990)

### Singles
- "Get It Up" (1981)
- "Girl" (1982)
- "Gigolos Get Lonely Too" (1983)
- "Jungle Love" (1985)
- "The Bird" (1985) (Alarmschijf)
- "Jerk Out" (1990)

## Bandleden

### Huidige leden
- Morris Day – zang
- Monte Moir – keyboard
- Jellybean Johnson – drums
- Ricky Smith – basgitaar
- Christian Crooks - gitaar
- Torrell Ruffin – gitaar

### Oud-leden
- Jesse Johnson – gitaar
- Terry Lewis – basgitaar
- Jimmy Jam – keyboards
- Jerome Benton – percussie
- Mark Cardenas – keyboards
- St. Paul Peterson – keyboards
- Jerry Hubbard – basgitaar
- Stanley Howard – keyboards
- Rob Grissett Jr - keyboards
- Morris Hayes - keyboards
- Brice Myles - keyboards
- Jeff McNealy - keyboards